# Diócesis de Coatzacoalcos
La diócesis de Coatzacoalcos es una circunscripción eclesiástica de la Iglesia católica en México. Se trata de una diócesis latina, sufragánea de la arquidiócesis de Xalapa. Desde el 24 de septiembre de 2002 su obispo es Rutilo Muñoz Zamora.

## Territorio y organización
La diócesis tiene 10 500 km² y extiende su jurisdicción sobre los fieles católicos de rito latino residentes en el estado de Veracruz en los municipios de: Agua Dulce, Coatzacoalcos, Cosoleacaque, Hidalgotitlán, Ixhuatlán del Sureste, Las Choapas, Minatitlán, Moloacán, Nanchital de Lázaro Cárdenas del Río, Pajapan, Uxpanapa y Zaragoza. Abarca gran parte de la región olmeca.
La sede de la diócesis se encuentra en la ciudad de Coatzacoalcos, en donde se halla la Catedral de San José.
En 2021 en la diócesis existían 27 parroquias.

## Historia
La diócesis fue erigida el 14 de marzo de 1984 con la bula Plane conscii del papa Juan Pablo II, obteniendo el territorio de la diócesis de San Andrés Tuxtla.
El 11 de junio de 1994, con la carta apostólica Notae sunt, el papa Juan Pablo II confirmó a san José como patrono de la diócesis.

## Estadísticas
Según el Anuario Pontificio 2022 la diócesis tenía a fines de 2021 un total de 1 055 600 fieles bautizados.
| Año                                                                             | Población            | Población | Población      | Sacerdotes | Sacerdotes    | Sacerdotes    | Bautizados por sacerdote | Diáconos permanentes | Religiosos | Religiosos | Parroquias |
| Año                                                                             | Bautizados católicos | Total     | % de católicos | Total      | Clero secular | Clero regular | Bautizados por sacerdote | Diáconos permanentes | Varones    | Mujeres    | Parroquias |
| ------------------------------------------------------------------------------- | -------------------- | --------- | -------------- | ---------- | ------------- | ------------- | ------------------------ | -------------------- | ---------- | ---------- | ---------- |
| 1990                                                                            | 715 000              | 890 000   | 80.3           | 38         | 27            | 11            | 18 815                   | 2                    | 14         | 69         | 22         |
| 1999                                                                            | 918 993              | 1 031 344 | 89.1           | 50         | 40            | 10            | 18 379                   | 4                    | 13         | 76         | 24         |
| 2000                                                                            | 886 240              | 1 113 594 | 79.6           | 49         | 40            | 9             | 18 086                   | 4                    | 18         | 70         | 24         |
| 2001                                                                            | 849 469              | 1 039 562 | 81.7           | 50         | 44            | 6             | 16 989                   | 4                    | 15         | 75         | 24         |
| 2002                                                                            | 857 408              | 1 039 558 | 82.5           | 48         | 42            | 6             | 17 862                   | 4                    | 13         | 74         | 24         |
| 2003                                                                            | 824 246              | 1 030 068 | 80.0           | 51         | 46            | 5             | 16 161                   | 4                    | 14         | 80         | 25         |
| 2004                                                                            | 878 899              | 1 080 699 | 81.3           | 47         | 41            | 6             | 18 699                   | 3                    | 14         | 91         | 25         |
| 2006                                                                            | 795 419              | 988 553   | 80.5           | 52         | 46            | 6             | 15 296                   | 3                    | 13         | 91         | 25         |
| 2013                                                                            | 895 000              | 1 054 000 | 84.9           | 62         | 61            | 1             | 14 435                   | 1                    | 2          | 75         | 25         |
| 2016                                                                            | 915 292              | 1 133 164 | 80.8           | 71         | 67            | 4             | 12 891                   | 1                    | 6          | 123        | 26         |
| 2019                                                                            | 1 029 710            | 1 274 820 | 80.8           | 71         | 69            | 2             | 14 502                   | 1                    | 3          | 65         | 27         |
| 2021                                                                            | 1 055 600            | 1 306 800 | 80.8           | 73         | 70            | 3             | 14 460                   | 1                    | 4          | 83         | 27         |
| Fuente: Catholic-Hierarchy, que a su vez toma los datos del Anuario Pontificio. |                      |           |                |            |               |               |                          |                      |            |            |            |

## Episcopologio
| Obispo                    | Período                                               |
| ------------------------- | ----------------------------------------------------- |
| Carlos Talavera Ramírez † | 14 de marzo de 1984-24 de septiembre de 2002 retirado |
| Rutilo Muñoz Zamora       | Desde el 24 de septiembre de 2002                     |